# Lioubè
 (septembre 2008).
Si vous disposez d'ouvrages ou d'articles de référence ou si vous connaissez des sites web de qualité traitant du thème abordé ici, merci de compléter l'article en donnant les références utiles à sa vérifiabilité et en les liant à la section « Notes et références ».
Lioubè (en russe : Любэ) est un groupe de folk rock soviétique puis russe, l'un des plus populaires de la scène russe.[réf. nécessaire]

## Histoire du groupe
L'idée de créer le groupe Lioubè vient du producteur et compositeur Igor Matvienko, qui travaillait à l'époque au Studio de Musique Populaire Rekord. En 1987-1988 il a composé la musique de ses premières chansons à partir des poèmes d'Alexandre Chaganov et de Mikhail Andréïev. À la même époque fut trouvé le leader du groupe, le soliste Nikolaï Rastorgouïev (ru), né le 21 février 1957. Rastorgouïev est diplômé de l'Institut Technologique de l'Industrie légère. Il est possible que ce soit à lui qu'on doive le nom du groupe, dans la mesure où il est natif de Lioubertsy, dans les environs de Moscou. Le nom du groupe est peut-être aussi lié à la popularité à l'époque parmi la jeunesse des Lioubéry (ru), un courant dont les idées ont été exprimées dans les premières œuvres du groupe[réf. nécessaire].
Le 14 janvier 1989 ont été enregistrées dans le studio Zvouk et dans le studio du Palais de la Jeunesse de Moscou les premières chansons de Lioubè - Lioubertsy et Bat'ka Makhno. Cette même année ont eu lieu les premières invitations du groupe dans des émissions télévisées et dans les Rencontres de Noël de la chanteuse Alla Pougatchova, à l'occasion desquelles Rastorgouïev a revêtu une vareuse, qui est ainsi devenue un des attributs du groupe sur scène.
Les années suivantes, la popularité du groupe a grandi. Peu à peu s'est modifiée son influence musicale, marquée au milieu des années 1990 par la thématique de la guerre.
Nikolaï Rastorgouïev a reçu plusieurs prix musicaux en Russie. De même pour les musiciens Anatolï Koulechov, Vitalï Loktev et Alexandre Erokhine.[réf. nécessaire]

## Discographie

### Albums
- Atas (Атас — 1991)
- Who said that we lived badly? (Kto skazal, chto my plokho zhili...?, Кто сказал, что мы плохо жили..? — 1992)
- Zone lyube (Зона Любэ, Zona lyube — 1994)
- Combat (Комбат, Kombat — 1996)
- Songs about people (Песни о людях, Pesni o ludyakh — 1997)
- From the concert programs of 'Songs about people (Iz kontsertnoy programmy "Pesni o ludyakh", Песни из концертной программы "Песни о людях" — 1998)
- Whistle-stops (Полустаночки, Polustanochki — 2000)
- Let's drink it for... (Давай за…, Davay za... — 2002)
- The guys from our regiment(Rebyata nashego polka, Ребята нашего полка — 2004)
- Russia (Рассея, Rasseya — 2005)
- In Russia (В России, V Rossiyi — 2007)
- Our people (Свои, Svoi — 2009)
- For you, Motherland! (За тебя, Родина-мать!, Za tebya, Rodina-mat' - 2015)

### Compilations
- Collected works (Собрание сочинений, Sobranie sochineniy — 1997)
- Collected works, volume 2 (Собрание сочинений. Том 2, Sobranie sochineniy, Tom 2 — 2001)
- Collected works, volume 3 (Собрание сочинений. Том 3, Sobranie sochinenyi. Tom 3 — 2008)

## Liens
- Site de Lioubè